# Minettia multisetosa
Minettia multisetosa är en tvåvingeart som först beskrevs av Kertesz 1915.  Minettia multisetosa ingår i släktet Minettia och familjen lövflugor.
Artens utbredningsområde är Taiwan. Inga underarter finns listade i Catalogue of Life.